# Hermann von Lüchow
Hermann von Lüchow (auch Hermann von Luchow; † nach 1333) war Schreiber und Protonotar in der Mark Brandenburg.

## Leben
Hermann war seit 1310 Schreiber zahlreicher Urkunden von Markgraf Waldemar. 1319 wurde er als Domherr in Lebus bezeichnet. Nach dem Tod von Markgraf Waldemar war Hermann von Lüchow von 1320 bis 1322 für dessen Witwe Agnes tätig.
Seit 1324 war Hermann Schreiber für den neuen Markgrafen Ludwig. 1327 erließ dieser eine Anordnung an die Räte von Berlin und Cölln, Hermann festzunehmen, da er ein Siegel missbräuchlich benutzt habe. 1329 wurde Hermann Protonotar für Ludwig. 1333 wurde er letztmals erwähnt.
Ob er mit einem Hermann von Lüchow im Jahr 1348 identisch ist, ist fraglich.